# Bundesstrasse 50
Bundesstrasse 50 är en förbundsväg i Tyskland. Vägen går ifrån den luxemburgska gränsen vid Roth an der Our till Gau-Bickelheim. Vägen som är omkring 130 kilometer går hela tiden i Rheinland-Pfalz. Vägen ansluter till motorvägarna A1, A60 och A61.
21 november 2019 invigdes bron Hochmoselbrücke utmed Bundesstrasse 50. Bron utgör en del av det då nybyggda vägavsnittet Hochmoselübergang.